# جوناثان أوستين
جوناثان أوستين (بالإنجليزية: Jonathan Austin)‏ هو مصور سينمائي أمريكي، ولد في 6 أكتوبر 1984 في هاجرستاون في الولايات المتحدة.

## وصلات خارجية
- الموقع الرسمي
- جوناثان أوستين على موقع IMDb (الإنجليزية)
- جوناثان أوستين على موقع كينوبويسك (الروسية)